# Quân đoàn Ba Lan trong Thế chiến I

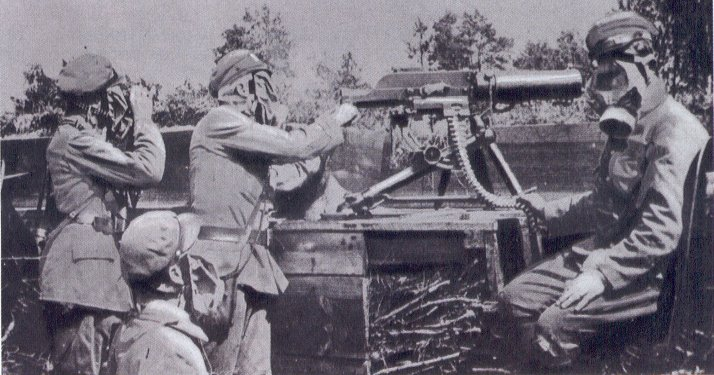
Lữ đoàn II thuộc Quân đoàn Ba Lan ở Volhynia

Quân đoàn Ba Lan (tiếng Ba Lan: Legiony Polskie) là tên của lực lượng quân đội Ba Lan  được thành lập vào tháng 8 năm 1914 tại Galicia ngay sau khi Chiến tranh thế giới thứ nhất nổ ra giữa một bên là các quốc gia thuộc Phe Hiệp ước (gồm Đế quốc Anh, Cộng hòa Pháp và Đế quốc Nga); và các cường quốc thuộc Phe Liên minh ở phía bên kia, bao gồm Đế quốc Đức và Áo-Hungary. Quân đoàn đã trở thành "nền tảng huyền thoại cho việc tạo ra đất nước Ba Lan hiện đại" mặc dù tồn tại rất ngắn ngủi ; họ được thay thế bởi Quân đoàn phụ trợ Ba Lan (tiếng Ba Lan: Polski Korpus Posiłkowy) thành lập ngày 20 tháng 9 năm 1916, rồi sáp nhập với Quân đoàn Ba Lan II tại Nga vào ngày 19 tháng 2 năm 1918 trong Trận Rarańcza chống lại đế quốc Áo-Hung, và tan rã sau thất bại tại Trận Kaniów vào tháng 5 năm 1918, trước đế quốc Đức. Tướng Haller đã trốn sang Pháp, thành lập quân đội Ba Lan ở phía Tây chống lại hiệp ước Đức-Bolshevik.
Quân đoàn Ba Lan đã tham gia nhiều trận chiến chống lại lực lượng của Đế quốc Nga, cả ở Galicia và dãy núi Carpathian. Họ đã phải gánh chịu thương vong khủng khiếp nhiều gấp ba lần địch trong trận Łowczówek. Sau đó, họ chiếm được Kielce, rồi tham gia vào cuộc tấn công Warsaw vào năm 1915. Vào tháng 6 năm 1916, đơn vị có khoảng 25.000 binh sĩ. Cả quân số và thành phần các đơn vị đều thay đổi nhanh chóng. Sau Trận Kostiuchnówka, nơi 2.000 binh sĩ Ba Lan chết khi đang cản bước quân Nga, Józef Piłsudski đã yêu cầu các nước phe Liên minh phải đảm bảo độc lập cho Ba Lan và ông đã thành công một phần. Sau đó, quân đoàn Ba Lan trở thành quân đoàn phụ trợ Ba Lan. Sau Đạo luật ngày 5 tháng 11 năm 1916 về việc tuyên bố thành lập Vương quốc Ba Lan bù nhìn năm 1916–1918, quân đoàn Ba Lan được chuyển giao dưới quyền chỉ huy của Đức. Tuy nhiên, hầu hết các thành viên từ chối thề trung thành với Đức Kaiser và bị thực tập tại Beniaminów và Szczypiorno (cuộc khủng hoảng Lời thề). Khoảng 3.000 người trong số họ đã được biên chế vào quân đội Áo-Hung và được gửi đến Mặt trận Ý, trong khi khoảng 7.500 người ở lại Quân đoàn phụ trợ Ba Lan, trở thành một phần của lực lượng Vũ trang Ba Lan thuộc Đức.

## Lịch sử

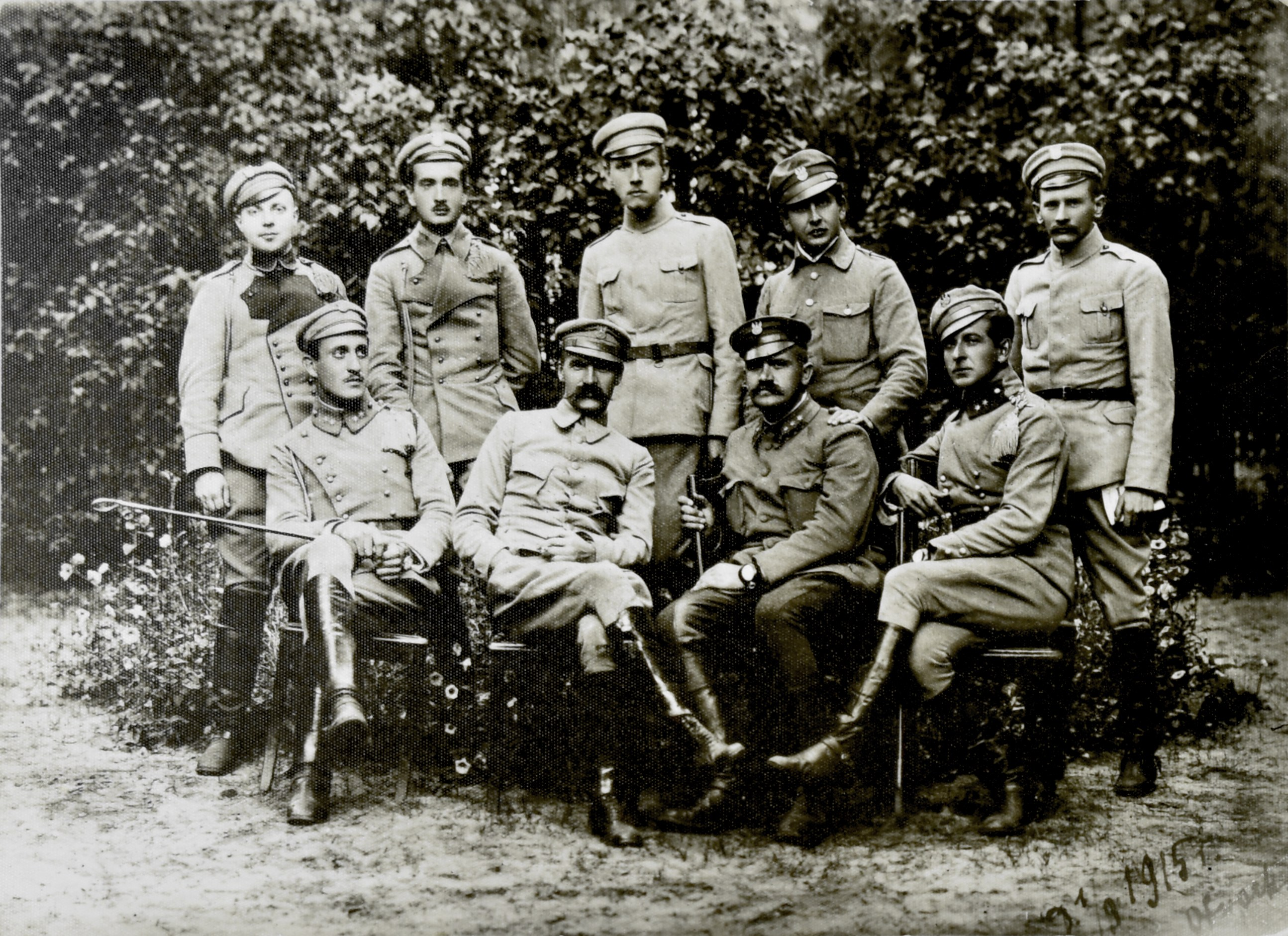
Józef Piłsudski ở Otwock năm 1915

Vào ngày 22 tháng 8 năm 1914, Józef Piłsudski đã tuyên bố thành lập Quân đoàn Ba Lan, và được chính phủ Áo chính thức đồng ý thành lập vào ngày 27 tháng 8 năm 1914.
Quân đoàn đã trở thành một đơn vị độc lập của Quân đội Áo-Hung nhờ những nỗ lực của KSSN và các thành viên Ba Lan trong quốc hội Áo. Nhân sự của đơn vị chủ yếu đến từ các cựu thành viên thuộc các tổ chức trinh sát khác nhau, bao gồm Drużyny Strzeleckie và Związek Strzelecki, cũng như các tình nguyện viên khắp Đế quốc Áo-Hung.
Ban đầu quân đoàn Ba Lan bao gồm hai quân đoàn: Quân đoàn phía Đông và Quân đoàn phía Tây; cả hai đều được thành lập vào ngày 27 tháng 8. Sau chiến thắng của Nga trong trận Galicia (tháng 8 đến tháng 9 năm 1914), quân đoàn Đông Ba Lan đã từ chối chiến đấu thay cho phe Áo-Hung chống lại Nga và bị giải tán vào ngày 21 tháng 9. Vào ngày 19 tháng 12, quân đoàn Tây Ba Lan được chia làm ba lữ đoàn: Lữ đoàn I, dưới quyền của Józef Piłsudski, được thành lập vào giữa tháng 12; Lữ đoàn II, dưới quyền Józef Haller de Hallenburg, được thành lập từ giữa tháng 12 đến tháng 3; và Lữ đoàn III, dưới quyền của Zygmunt Zieliński (sau này là Bolesław Roja), được thành lập vào ngày 8 tháng 5 năm 1915. Tất cả các lữ đoàn đều có những điều sau đây:
Các chỉ huy của Quân đoàn lần lượt là: Tướng Karol Trzaska-Durski (tháng 9 năm 1914 - tháng 2 năm 1916), Tướng Stanisław Puchalski (tháng 2 năm 1916 đến tháng 11 năm 1916), Đại tá Stanisław Szeptycki (tháng 11 năm 1916 đến tháng 4 năm 1917), và Đại tá Zygmunt Zieliński (tháng 4 năm 1917 đến tháng 8 năm 1917). Sau khi chiến tranh kết thúc, các sĩ quan của Quân đoàn Ba Lan đã trở thành xương sống của Quân đội Ba Lan.

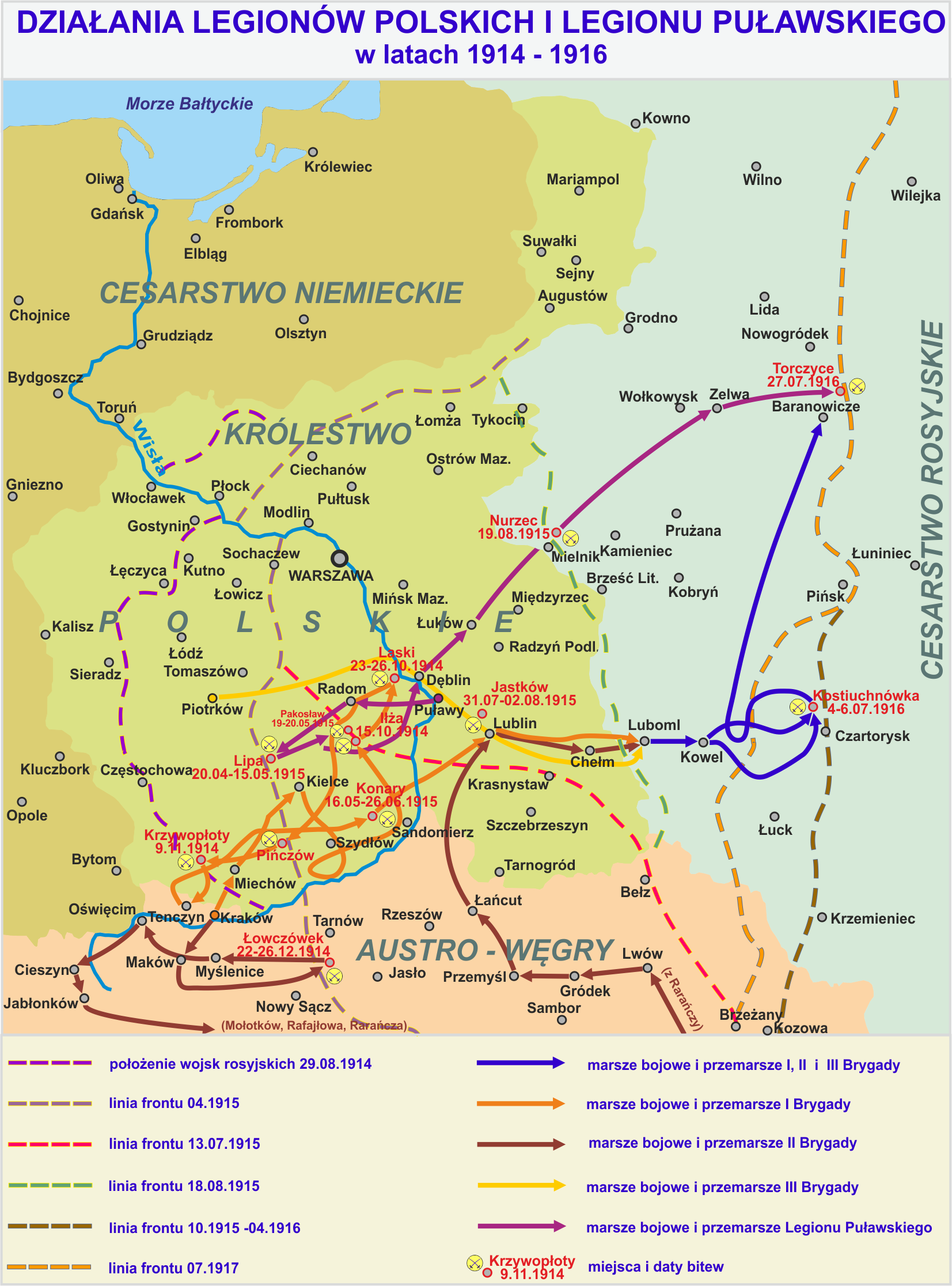
Bản đồ hoạt động của Quân đoàn Ba Lan trong Thế chiến I (1914-1916)

## Trận đánh
Dưới đây là danh sách các trận đánh nổi bật của Ba Lan chống lại Quân đội Đế quốc Nga trong các năm 1914–1916, hầu hết là các trận thắng, với những ngoại lệ đáng chú ý, đặc biệt là trong Cuộc tấn công Brusilov năm 1916.
- Trận Nowy Korczyn (23–24 tháng 9 năm 1914)
- Trận Anielin-Laski (21 tháng 10 - 26 tháng 10 năm 1914)
- Trận Mołotków (29 tháng 10 năm 1914)
- Trận Krzywopłoty (17–18 tháng 11 năm 1914)
- Trận Marcinkowice (5–6 tháng 12 năm 1914)
- Trận Łowczówek (22 tháng 12 - 25 tháng 12 năm 1914)
- Trận Pustki (ngày 2 tháng 5 năm 1915)
- Trận chiến Konary (16 tháng 5 - 25 tháng 5 năm 1915)
- Trận Rafajłowa (23-24 tháng 1 năm 1915)
- Kirlibaba (18–22 tháng 1 năm 1915)
- Rarańcza (ngày 13 tháng 6 năm 1915)
- Trận Rokitna (15 tháng 6 năm 1915)
- Trận Jastków (29 tháng 7 - 31 tháng 7 năm 1915)
- Trận Kostiuchnówka (4 tháng 7 - 6 tháng 7 năm 1916)
- Trận Rarańcza (15–16 tháng 2 năm 1918) [5]

## Các sĩ quan nổi tiếng từng phục vụ trong Quân đoàn Ba Lan
Sau nền Cộng hòa Ba Lan thứ hai, nhiều người phục vụ trong Quân đội Ba Lan và nắm giữ các chức vụ chính trị cũng như dân cử. 
| - Tomasz Arciszewski - Leon Berbecki - Zygmunt Berling - Władysław Bortnowski - Edmund Charaszkiewicz - Walerian Czuma - Bolesław Wieniawa-Długoszowski - Gustaw Orlicz-Dreszer - Máy sấy Wiktor Tomir - Bolesław Bronisław Duch - Karol Durski-Trzaska - Kazimierz Fabrycy - Emil August Fieldorf - Stanisław Grzmot-Skotnicki - Tadeusz Jordan-Rozwadowski - Michał Karaszewicz-Tokarzewski - Tadeusz Kasprzycki - Zdzisław Kawecki - Franciszek Kleeberg - Tadeusz Klimecki - Bronisław Prugar-Ketling - Alojzy Wir-Konas - Stefan Kossecki | - Jan Kowalewski - Wincenty Kowalski - Marian Kukiel - Tadeusz Kurcyusz - Józef Kustroń - Ludwik de Laveaux (sĩ quan) - Mieczysław Mackiewicz - Kazimierz Mastalerz - Henryk Minkiewicz - Józef Dowbor-Muśnicki - Mieczyslaw Norwid-Neugebauer - Leopold Okulicki - Kazimierz Orlik-Łukoski - Wilhelm Orlik-Rückemann - Witold Pilecki - Tadeusz Piskor - Władysław Belina-Prażmowski - Tadeusz Puszczyński - Bronisław Rakowski - Ludomił Rayski - Bolesław Roja - Juliusz Rómmel - Stanisław Grzmot-Skotnicki | - Piotr Skuratowicz - Edward Rydz-Śmigły - Mieczysław Smorawiński - Kazimierz Sosnkowski - Mieczysław Boruta-Spiechowicz - Julian Stachiewicz - Wacław Stachiewicz - Kazimierz Stamirowski - Aleksander Stawarz - Zygmunt Bohusz-Szyszko - Wiktor Thommée - Władysław Wejtko - Józef Olszyna-Wilczyński - Jan Włodarkiewicz - Włodzimierz Zagórski (tổng hợp) - Józef Zając - Ferdynand Zarzycki - Marian Januszajtis-Żegota - Lucjan Żeligowski - Juliusz Zulauf - Michał Rola-Żymierski |

## Các thành viên nổi bật của Quân đoàn Ba Lan

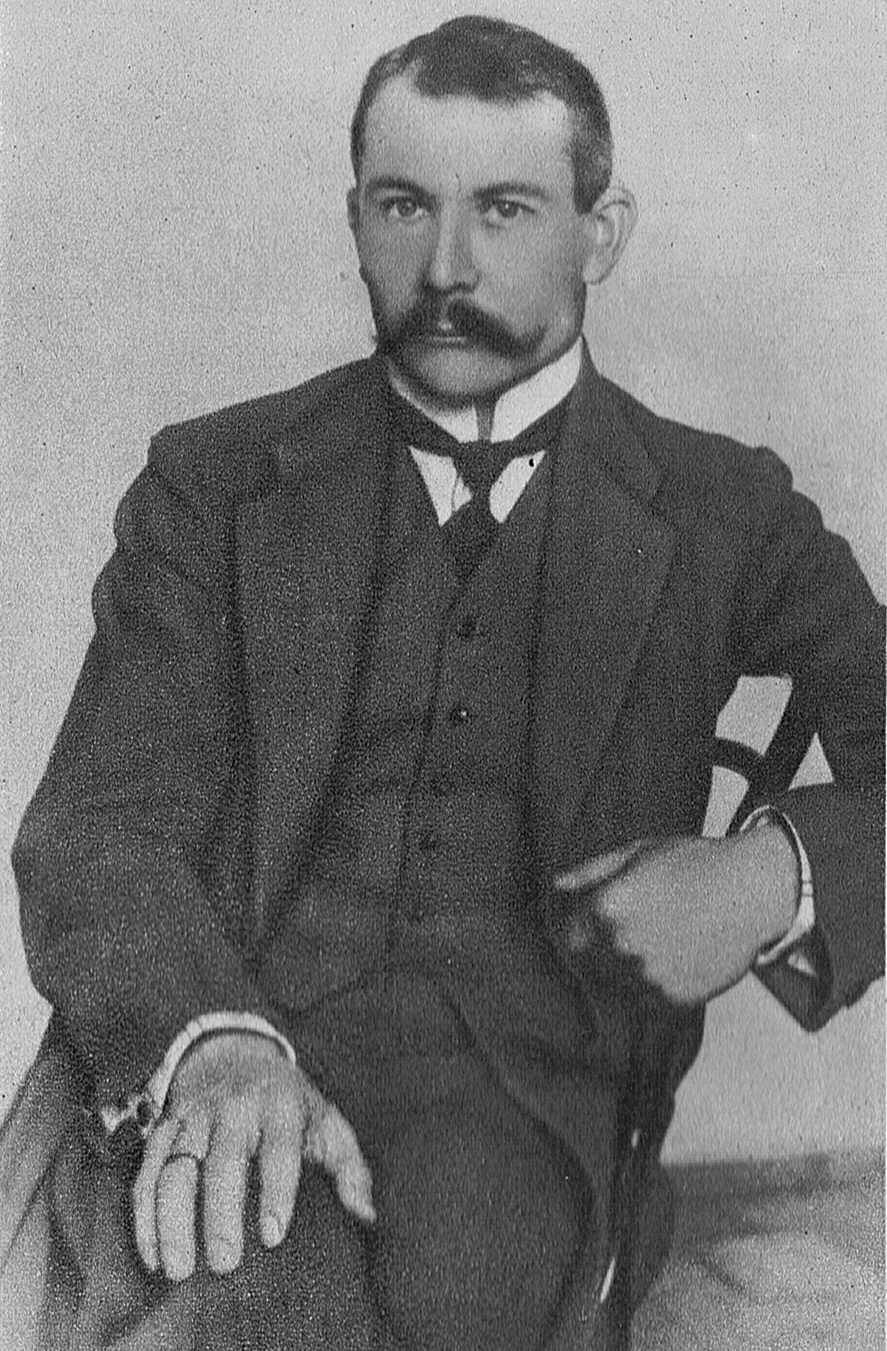
Tomasz Arciszewski
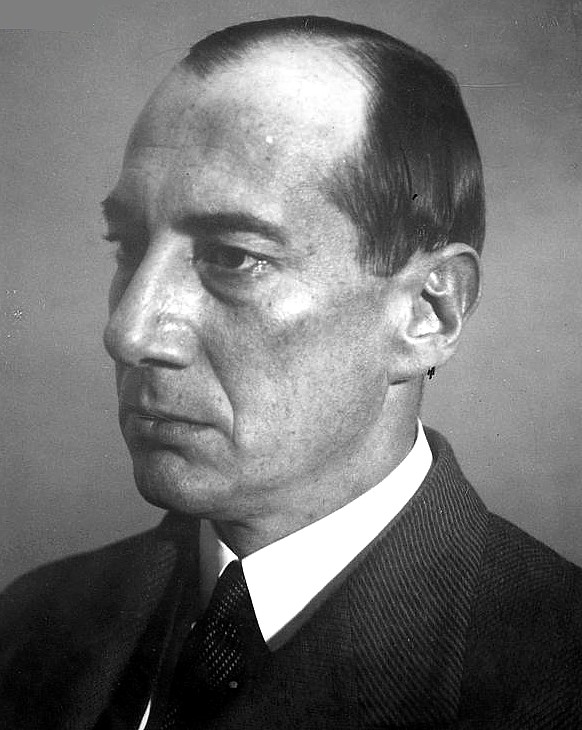
Józef Beck
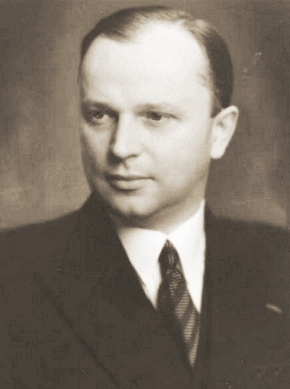
Tadeusz Brzeziński
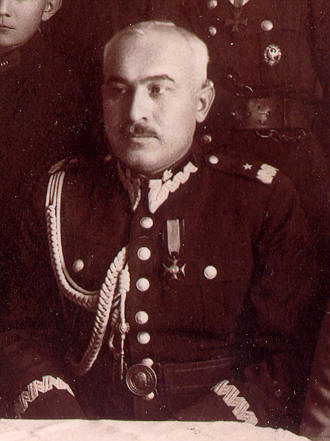
Walerian Czuma
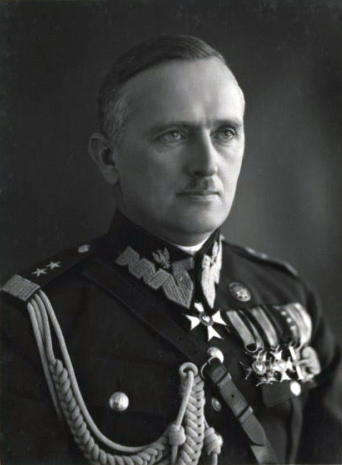
Stefan Dąb-Biernacki
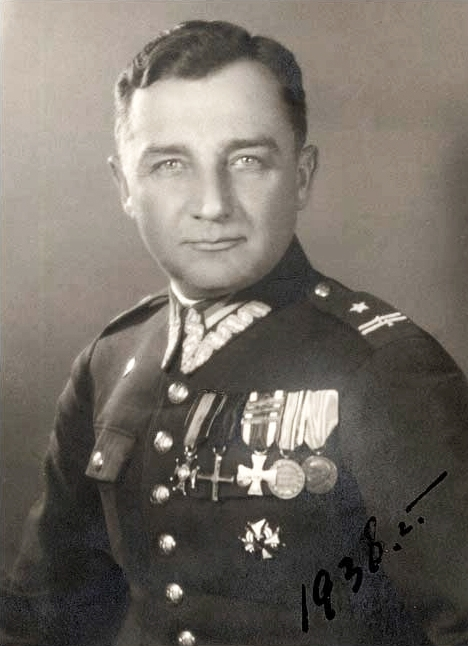
Henryk Dobrzański
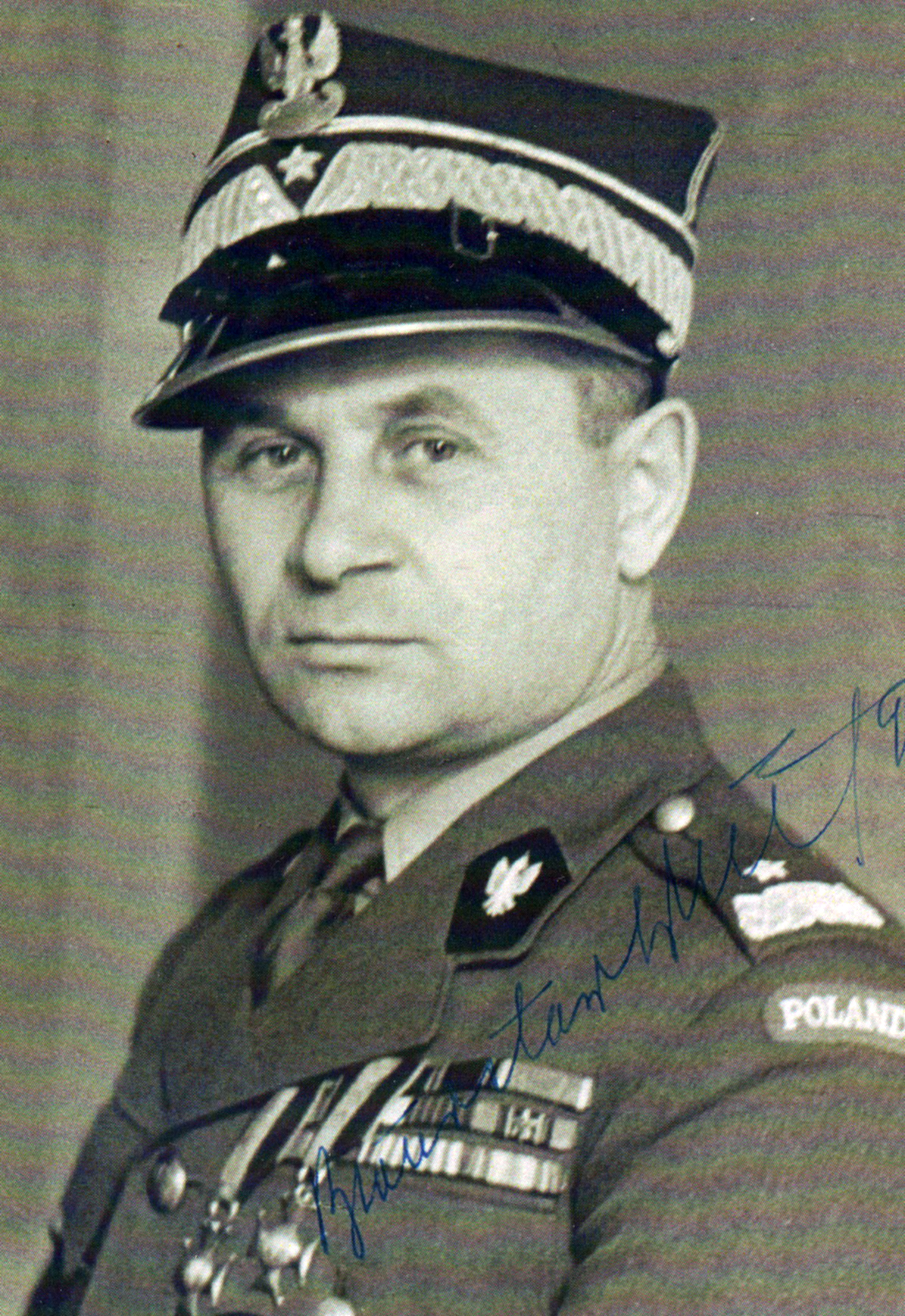
Bronisław Duch
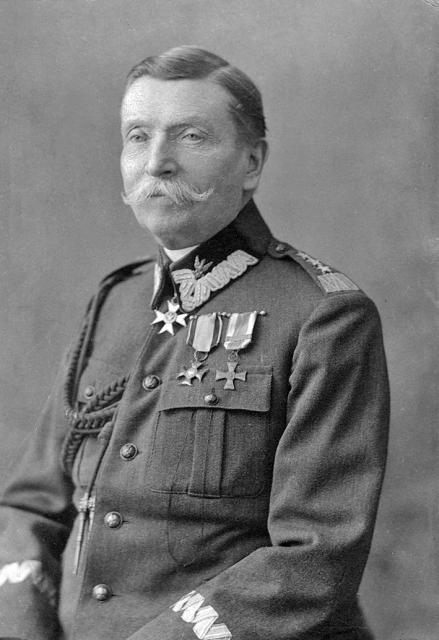
Karol Durski-Trzaska
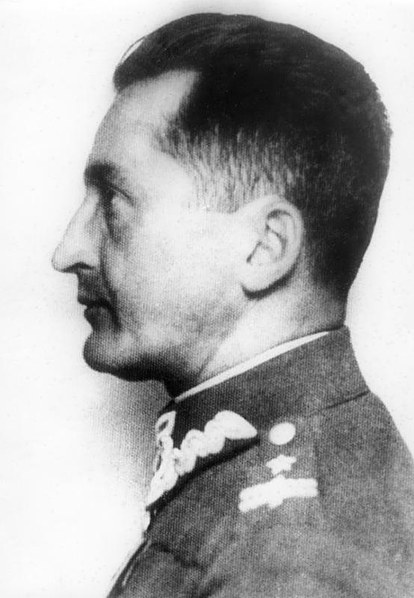
Emil Fieldorf
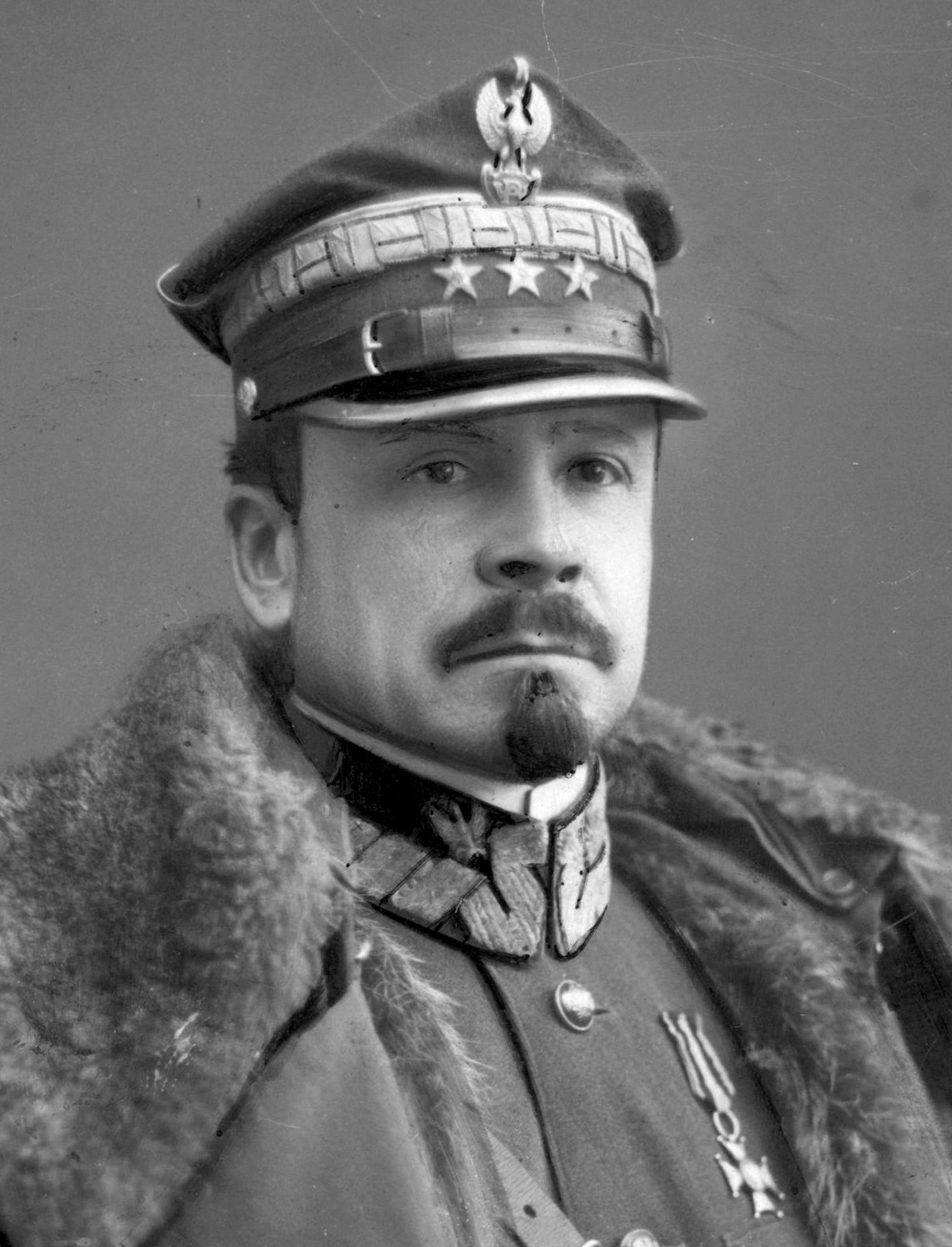
Józef Haller de Hallenburg (người chỉ huy Lữ đoàn II)
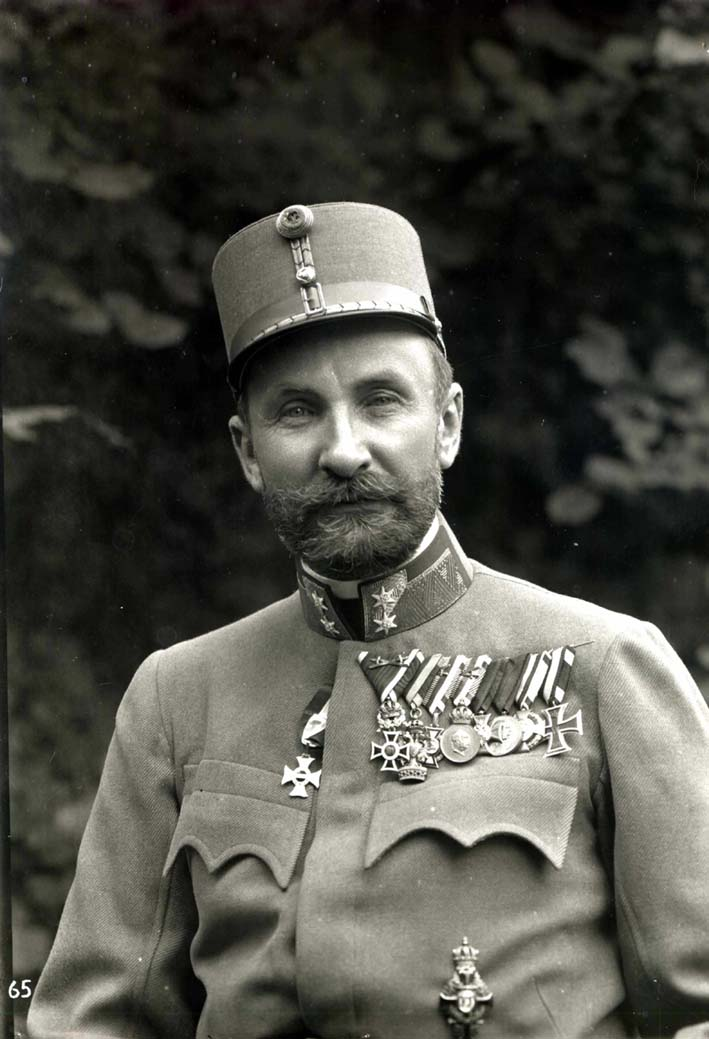
Tadeusz Jordan-Rozwadowski (trong bộ quân phục Áo-Hung, năm 1918)
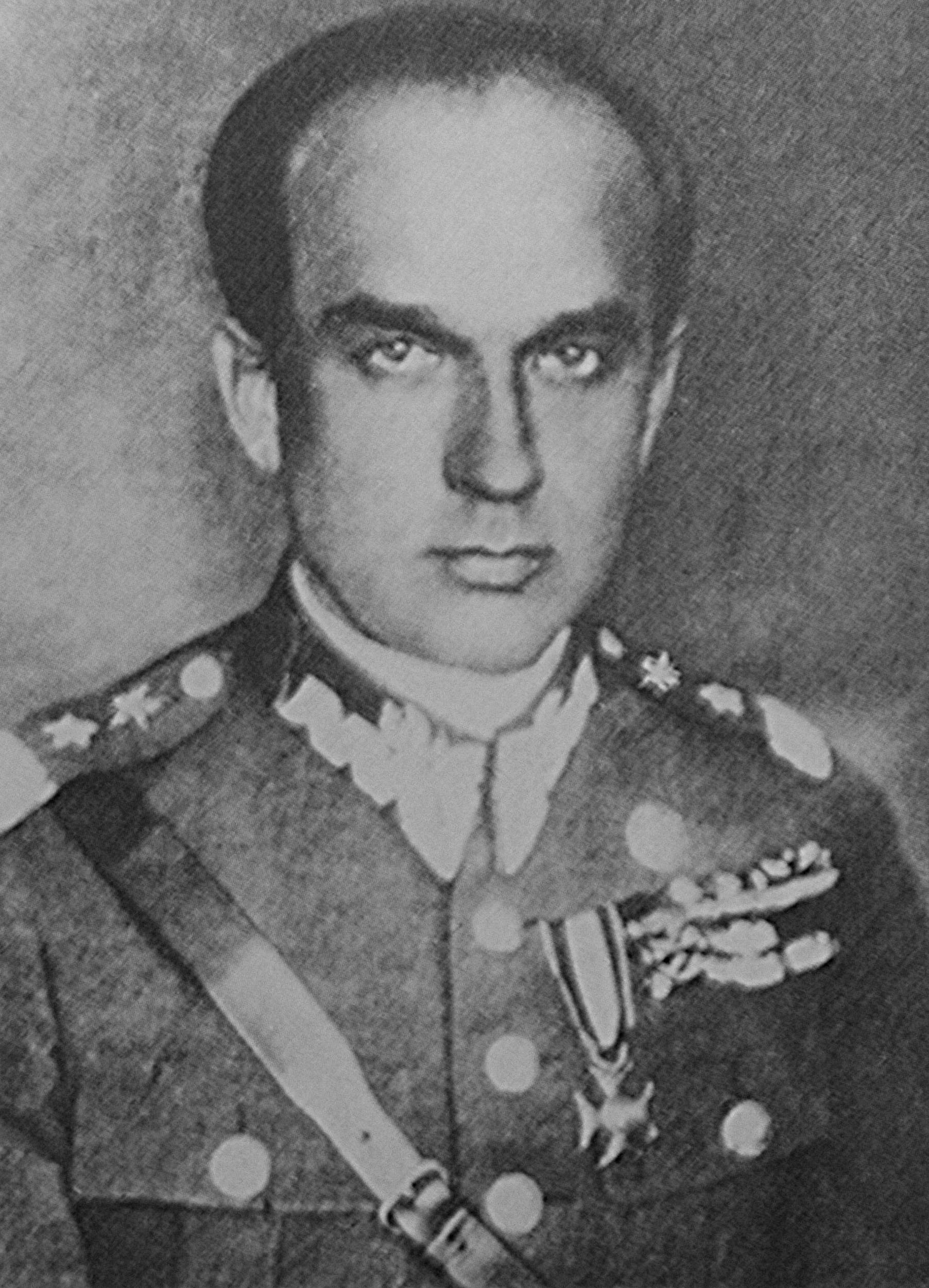
Tadeusz Kasprzycki
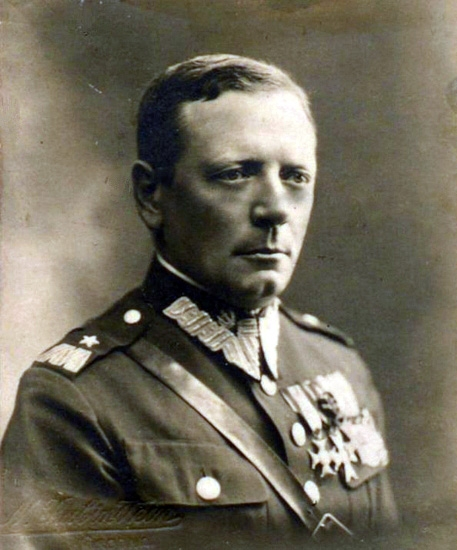
Franciszek Kleeberg
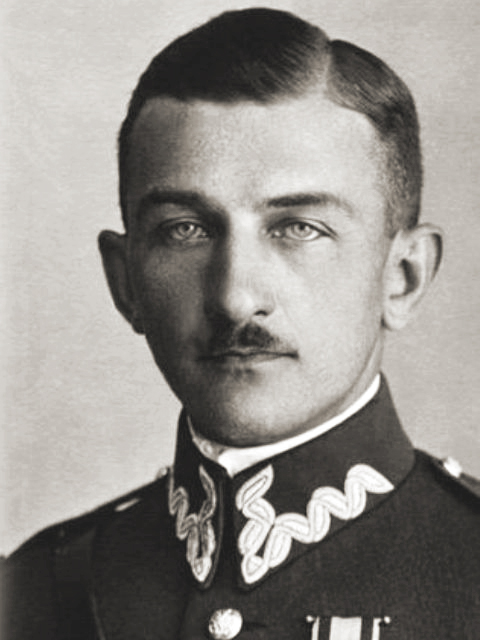
Tadeusz Klimecki
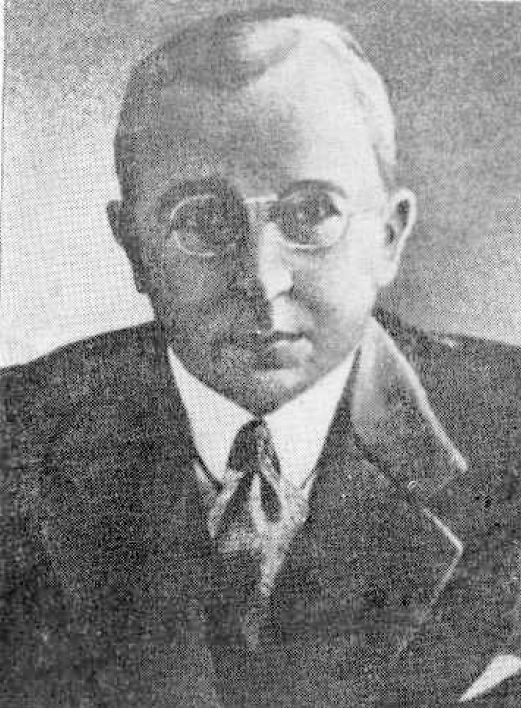
Adam Koc
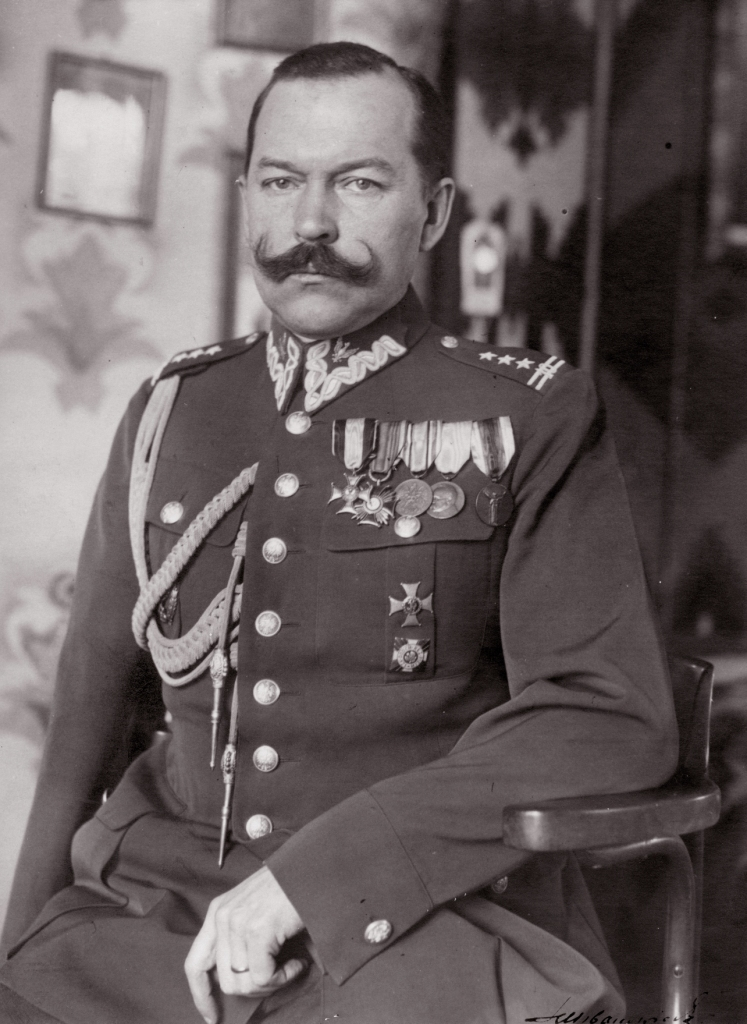
Stefan Kossecki
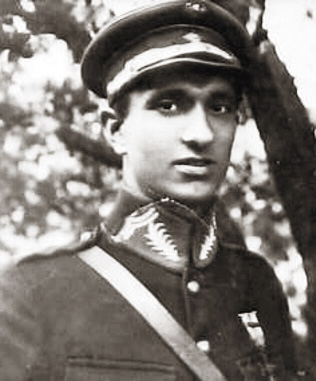
Marian Kozielewski
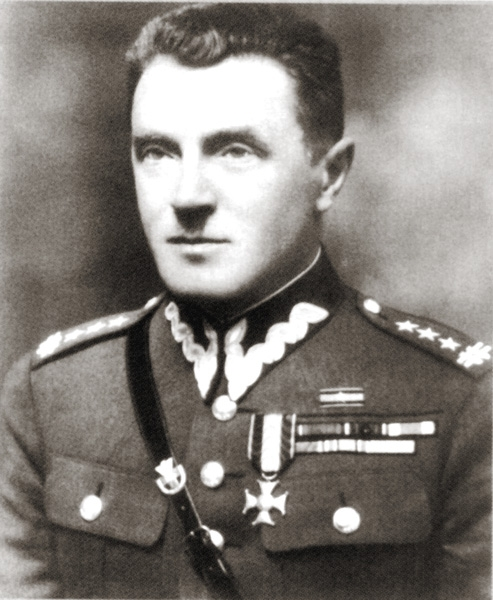
Józef Kustroń
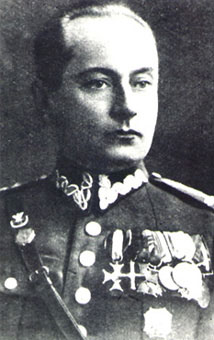
Kazimierz Mastalerz
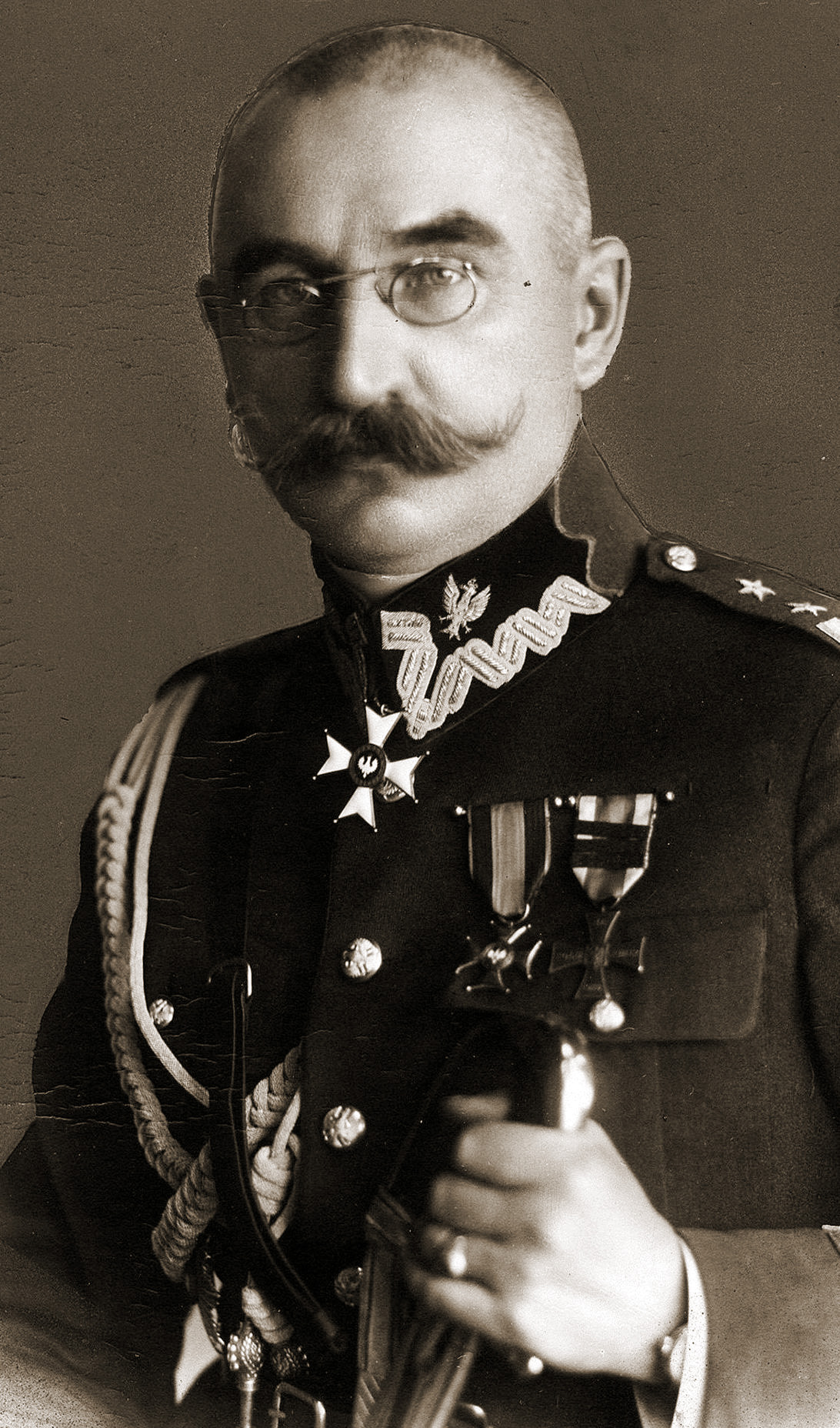
Henryk Minkiewicz
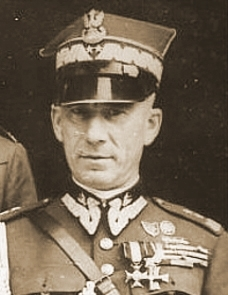
Mieczyslaw Norwid-Neugebauer (người chỉ huy Trung đoàn 6 và Lữ đoàn III)
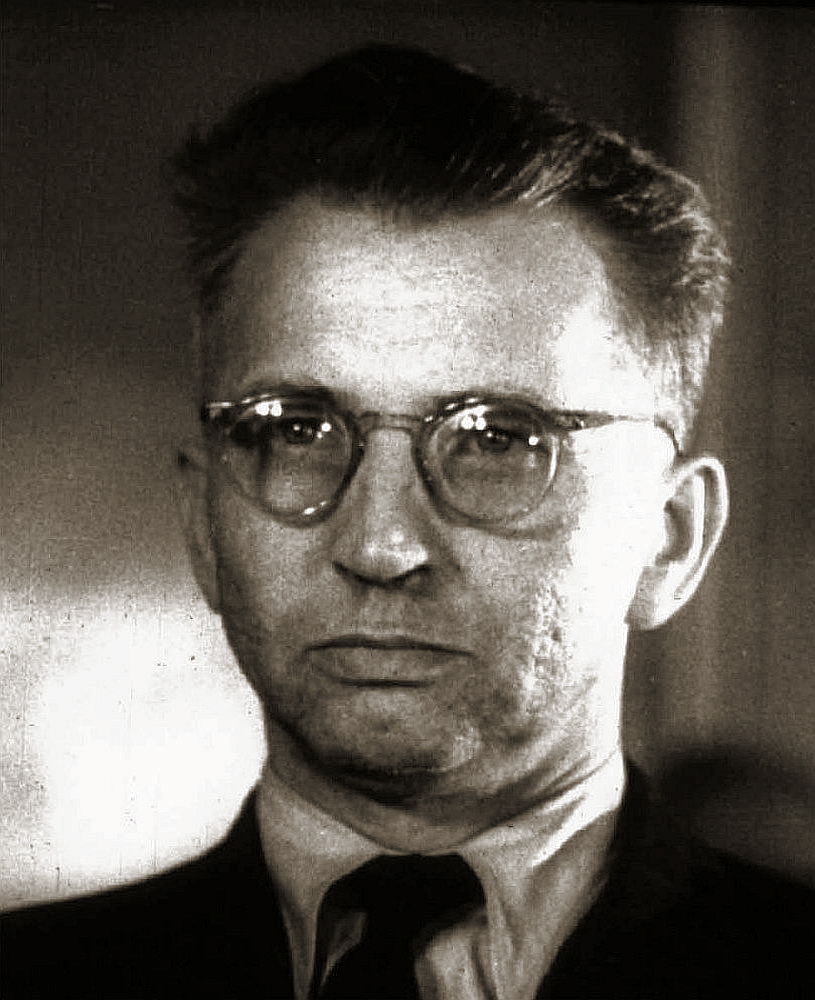
Leopold Okulicki (từng phục vụ trong Trung đoàn bộ binh Quân đoàn 3)
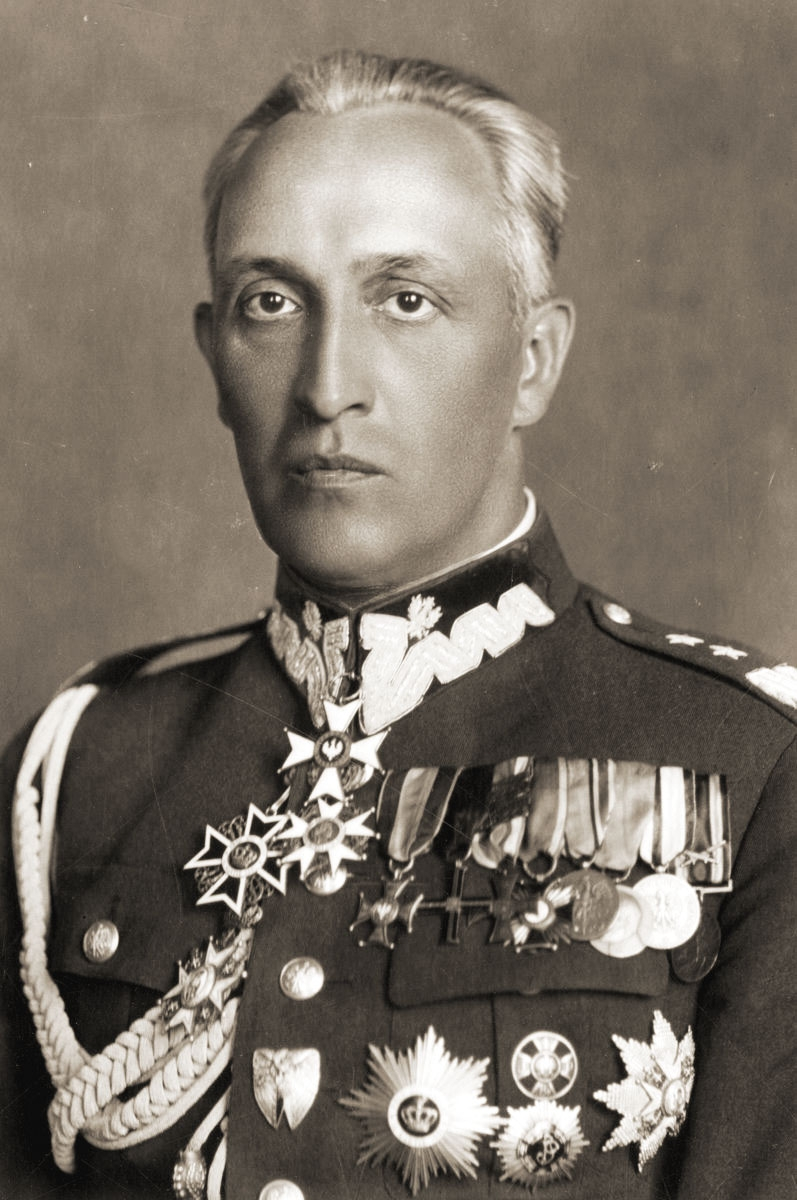
Gustaw Orlicz-Dreszer
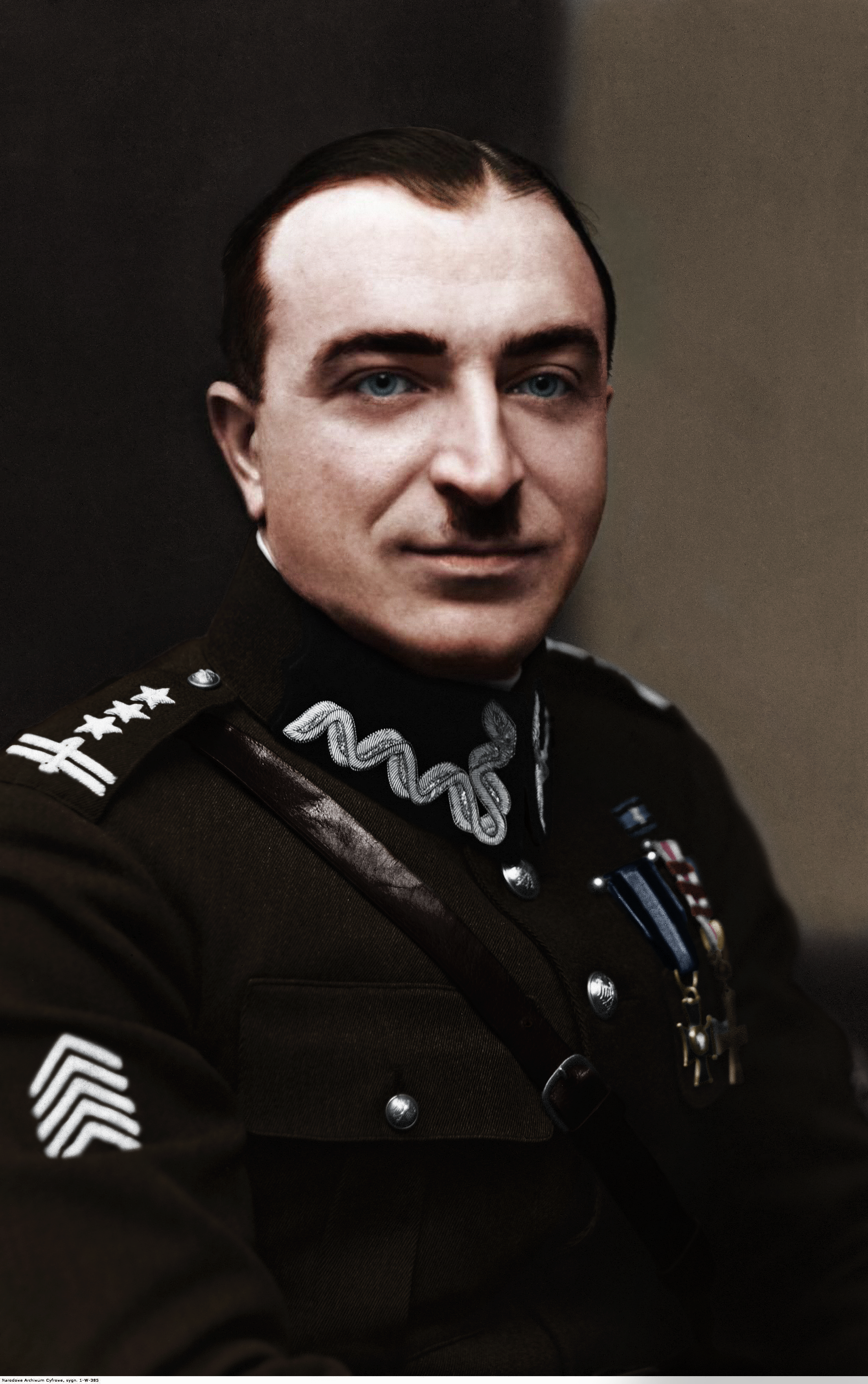
Wilhelm Orlik-Rückemann (từng phục vụ trong Trung đoàn 6, Lữ đoàn III)
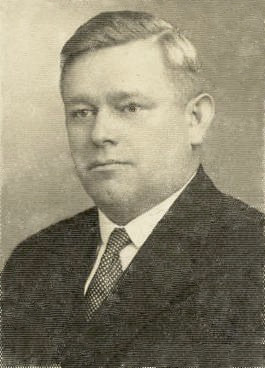
Antoni Pająk
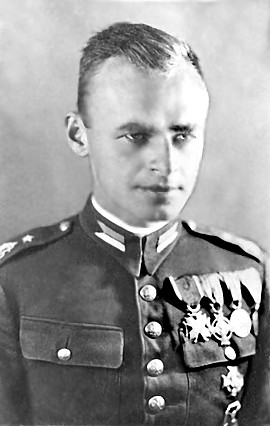
Witold Pilecki
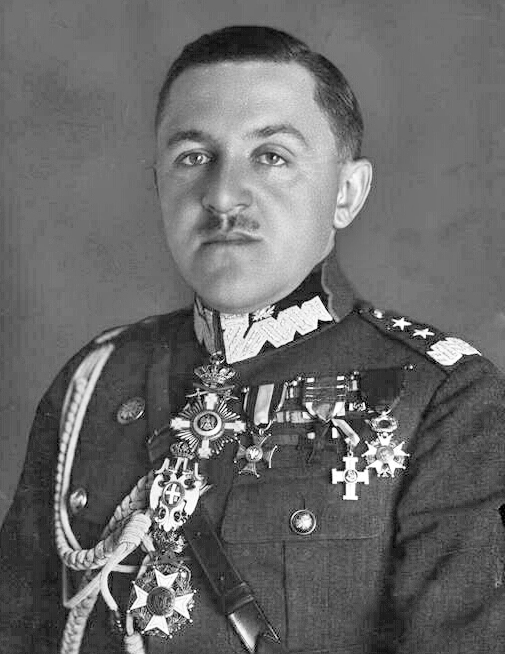
Tadeusz Piskor
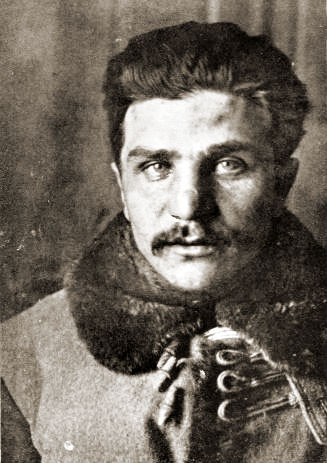
Władysław Belina-Prażmowski
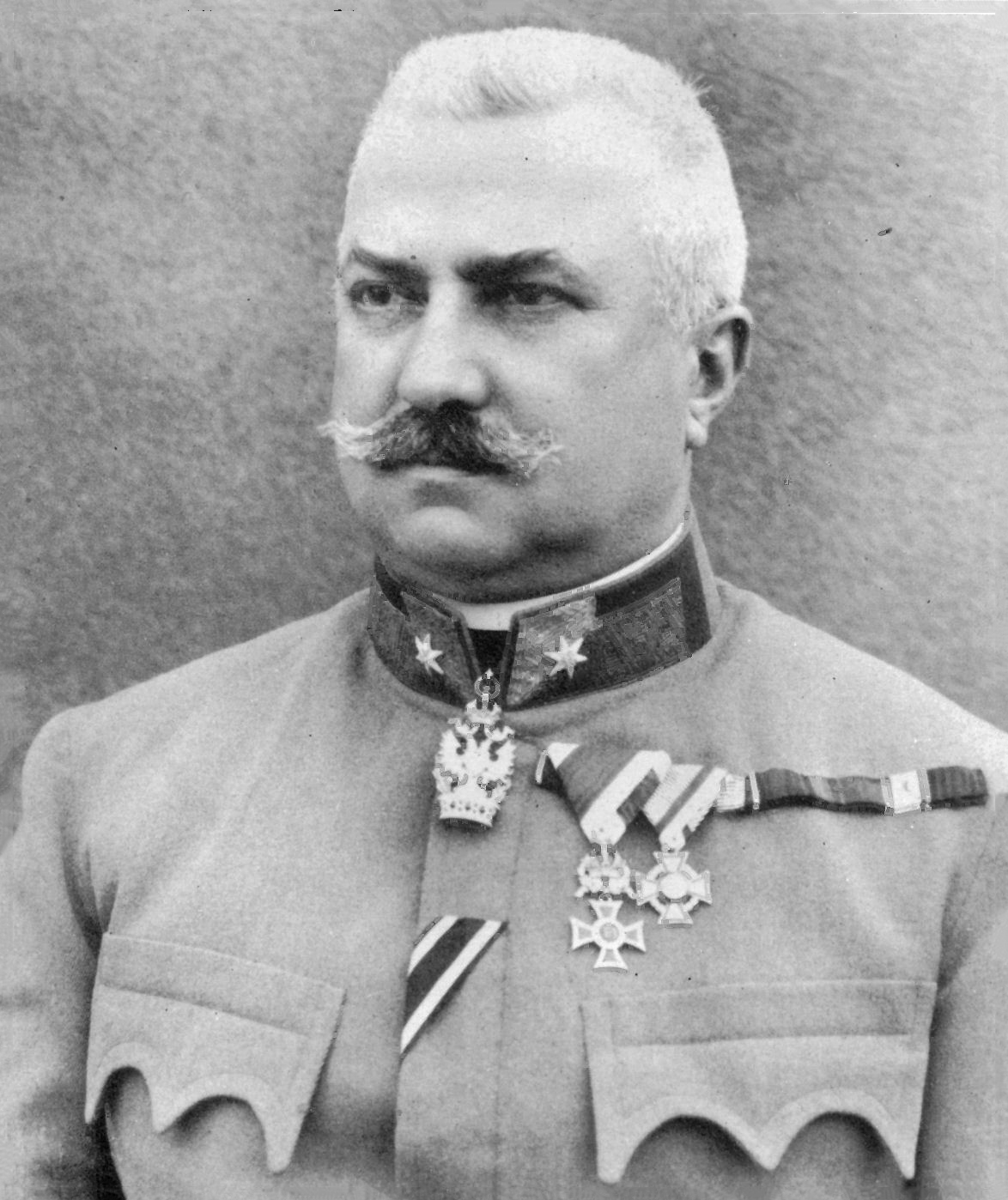
Stanisław Puchalski
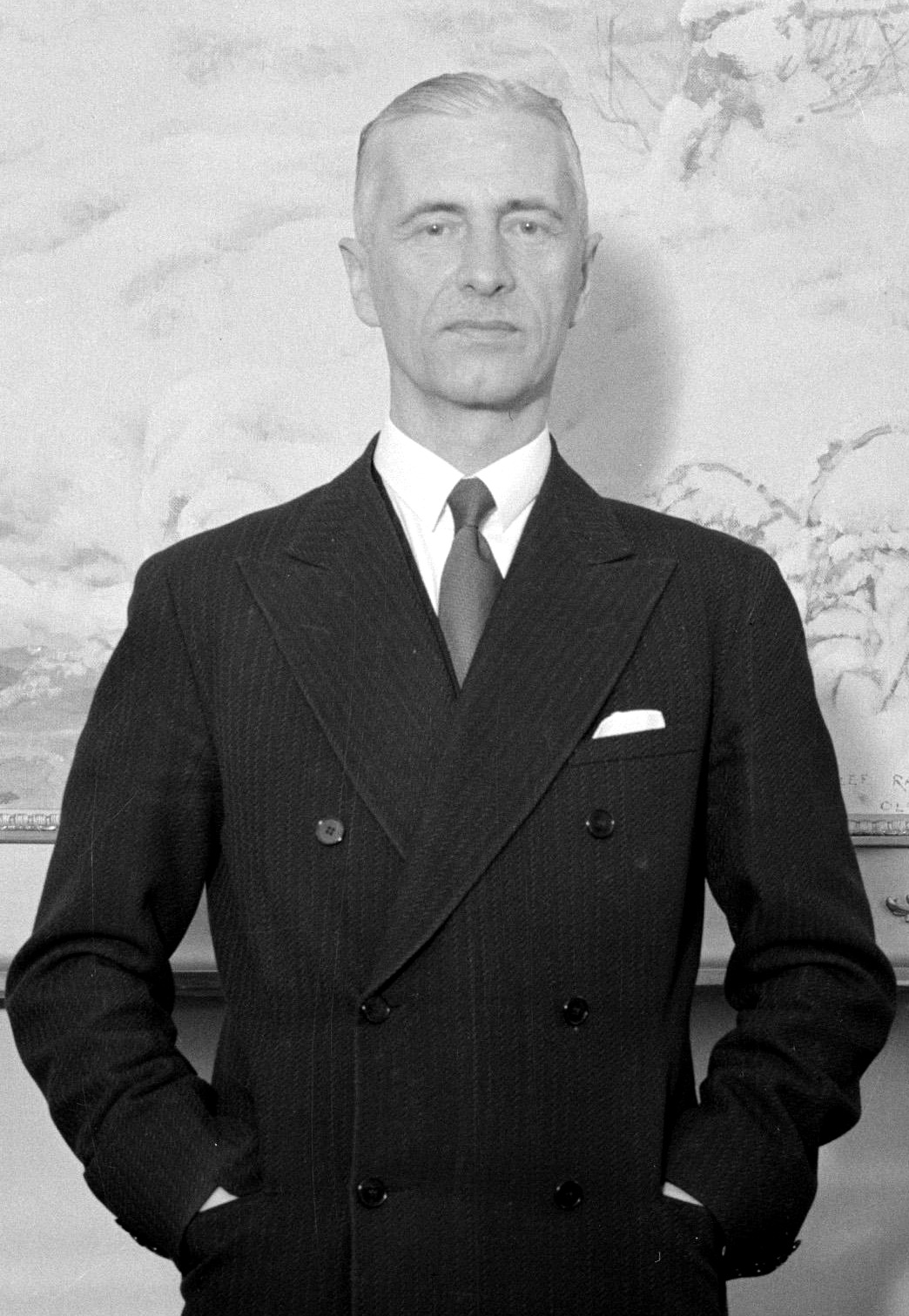
Władysław Raczkiewicz (Tổng thống Ba Lan)
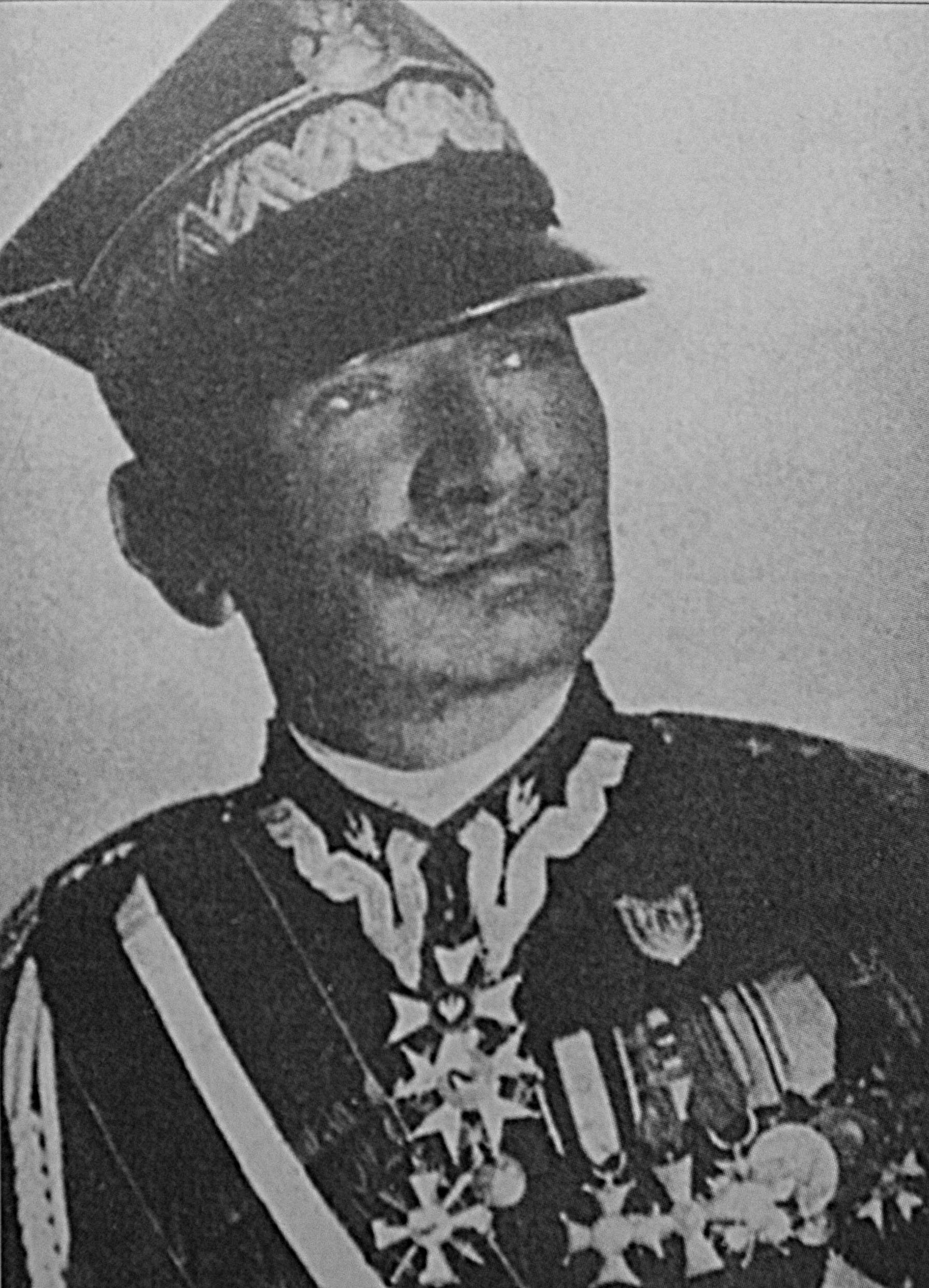
Juliusz Rómmel
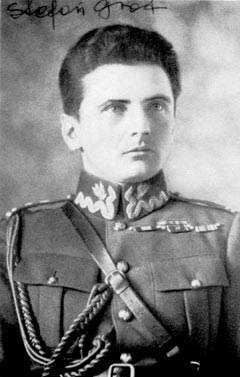
Stefan Rowecki
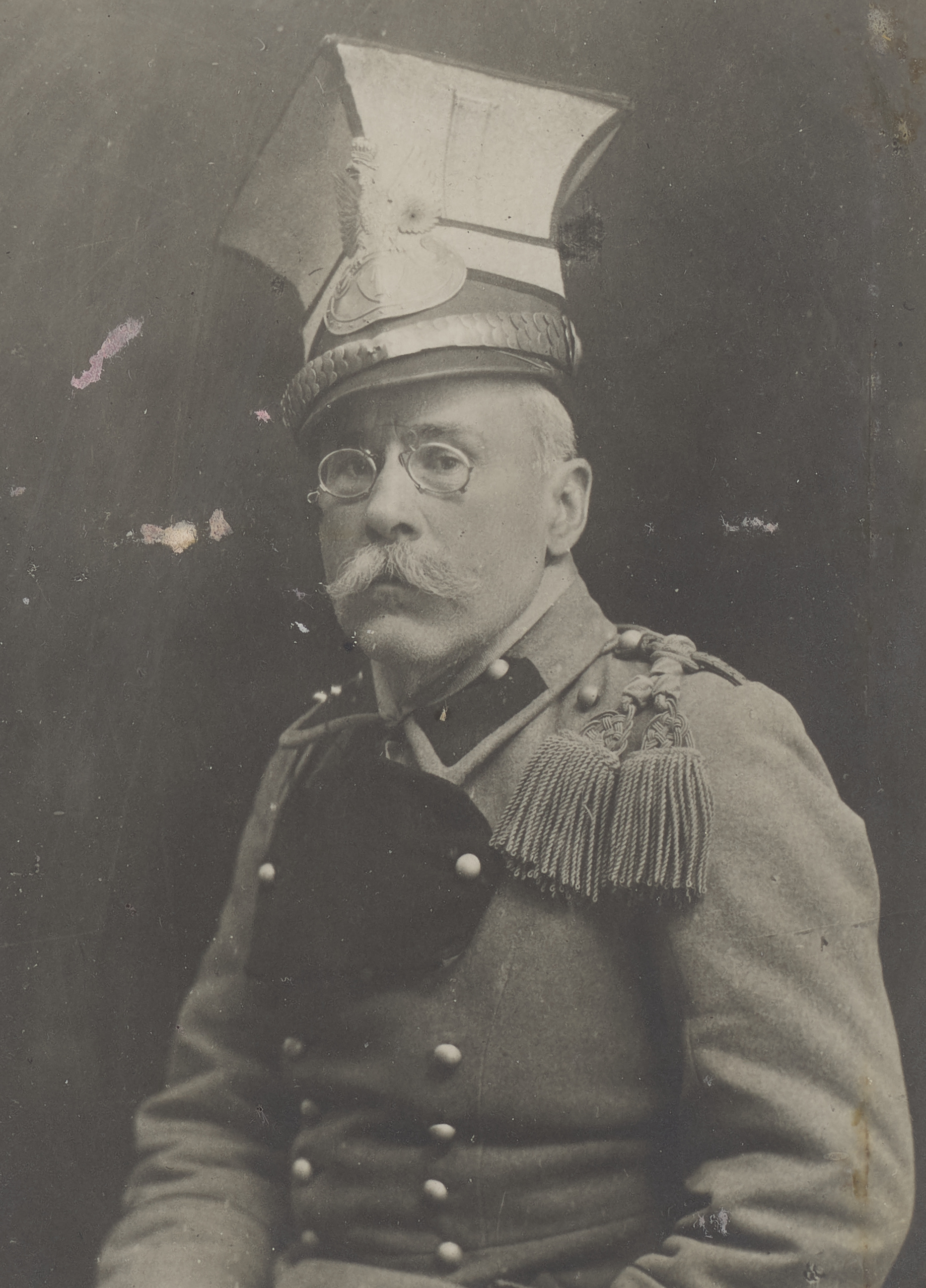
Waclaw Sieroszewski
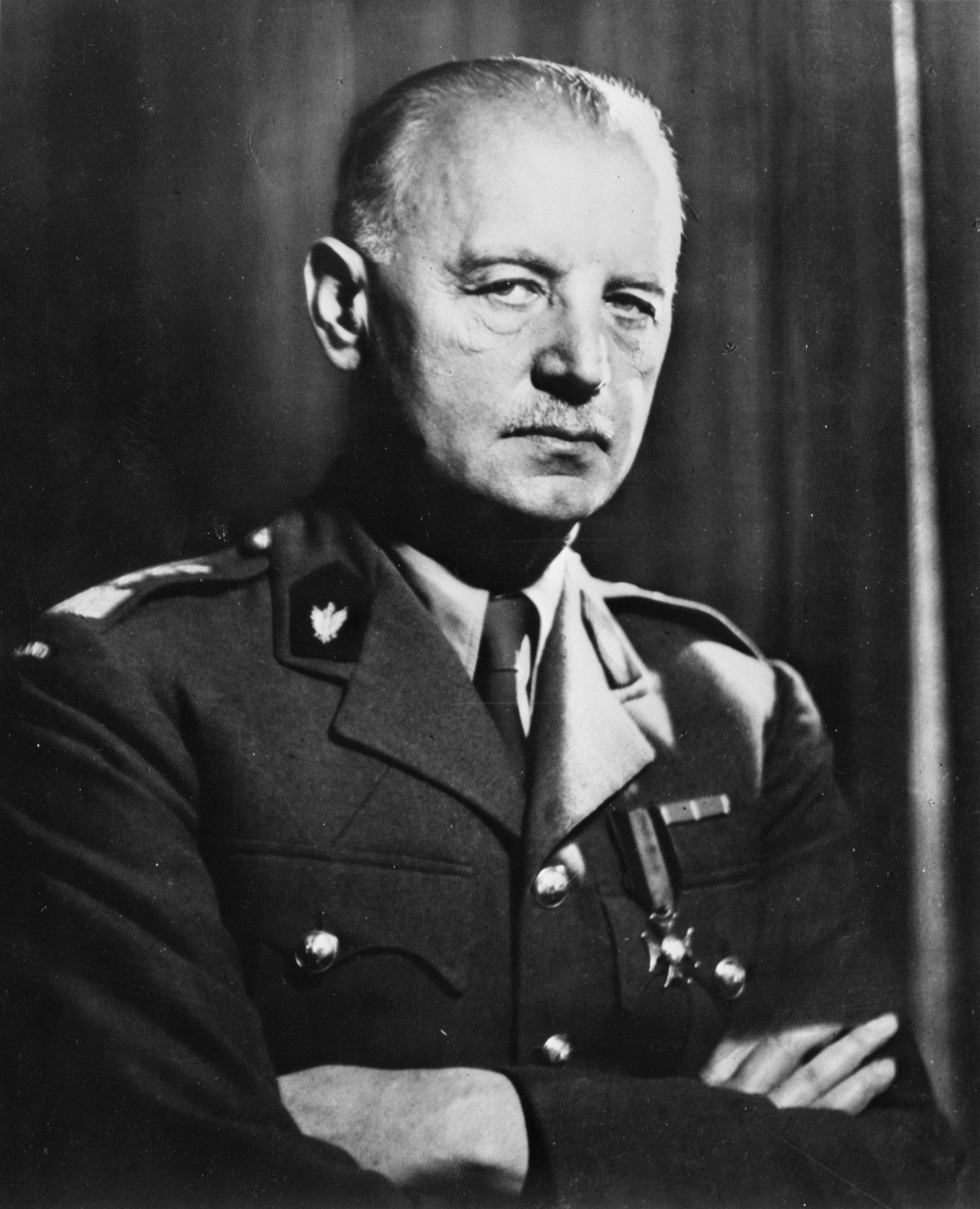
Władysław Sikorski
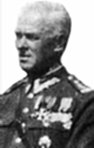
Piotr Skuratowicz
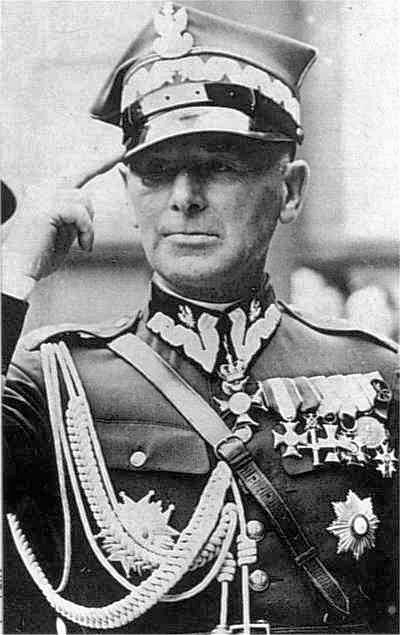
Edward Rydz-Śmigły
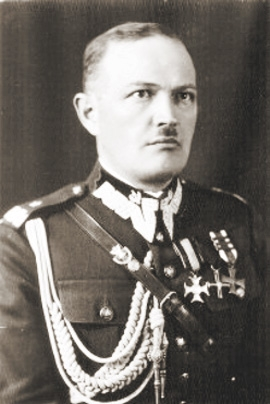
Mieczysław Smorawiński
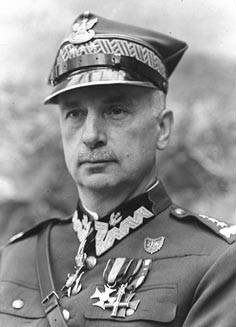
Kazimierz Sosnkowski
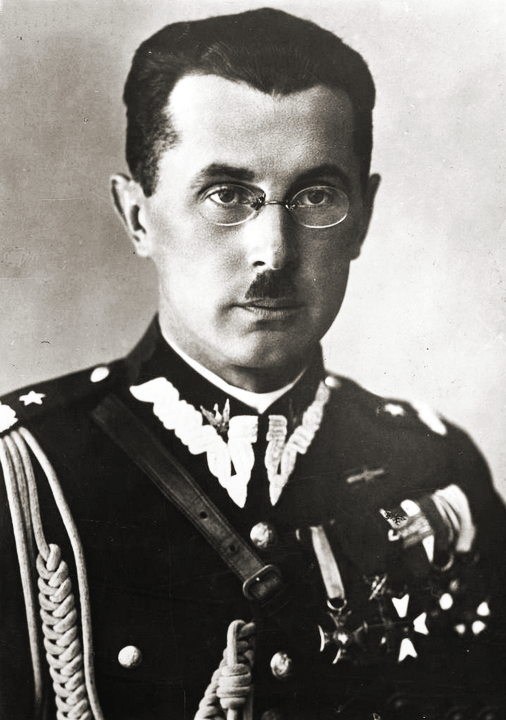
Wacław Stachiewicz (năm 1917, sau cuộc khủng hoảng lời thề)
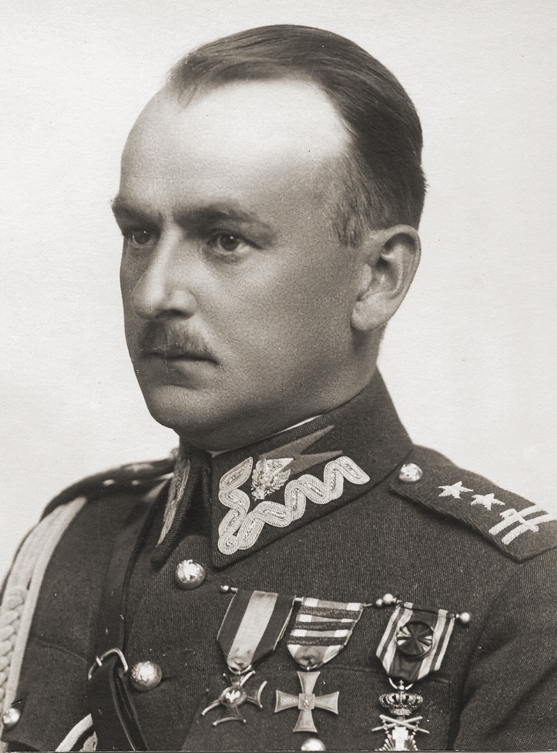
Kazimierz Stamirowski
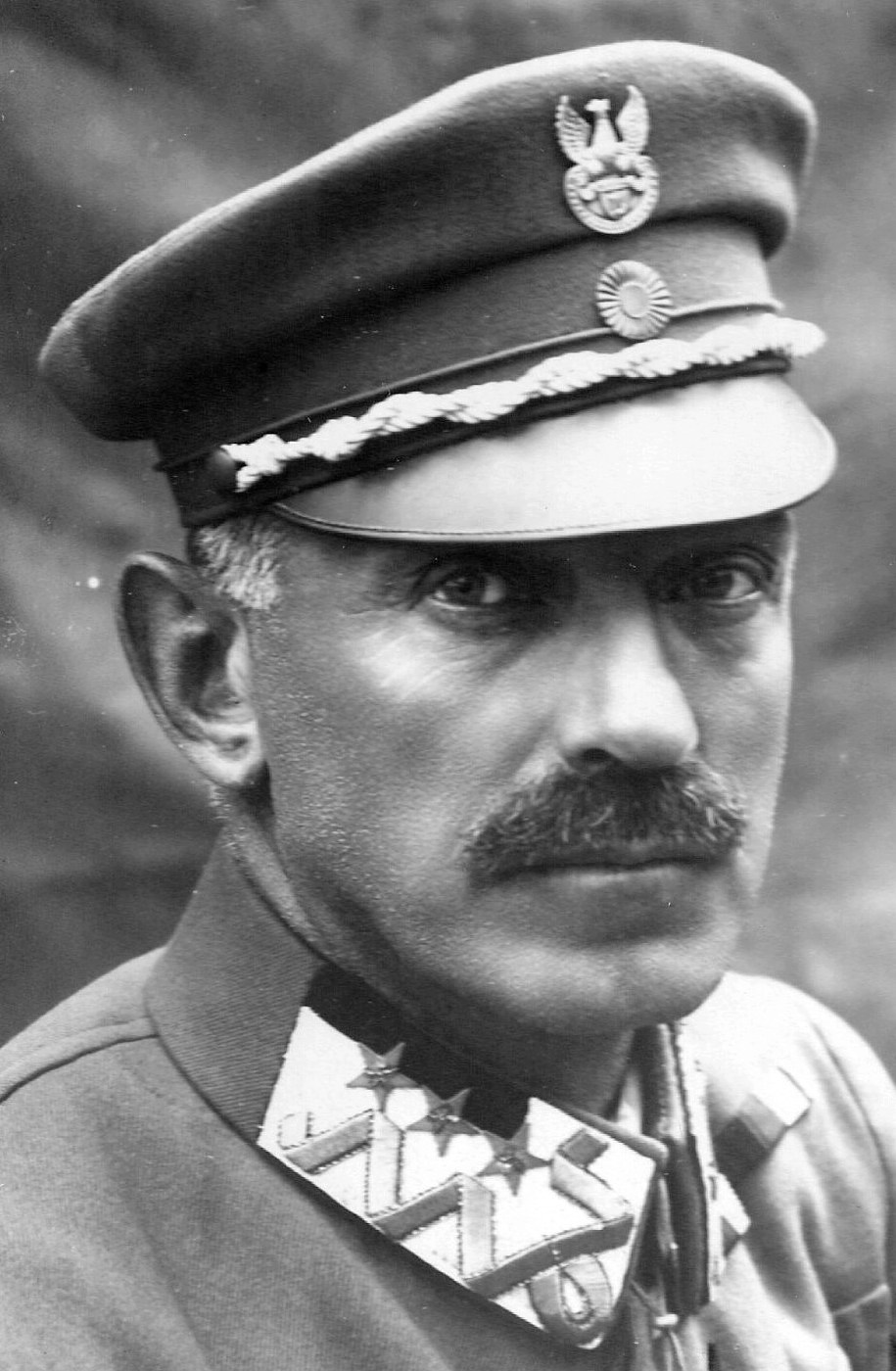
Stanisław Szeptycki.
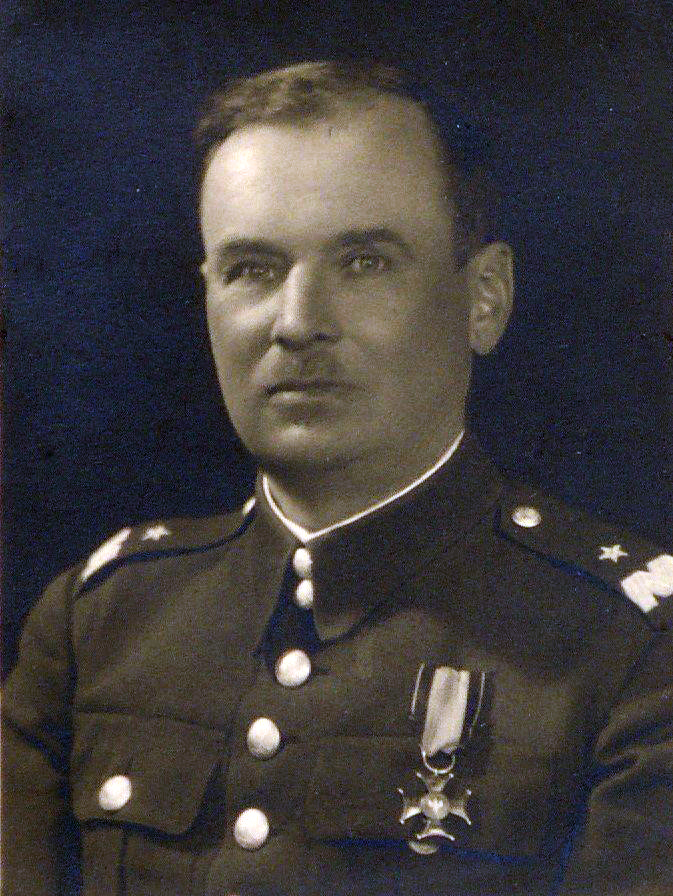
Wiktor Thommée
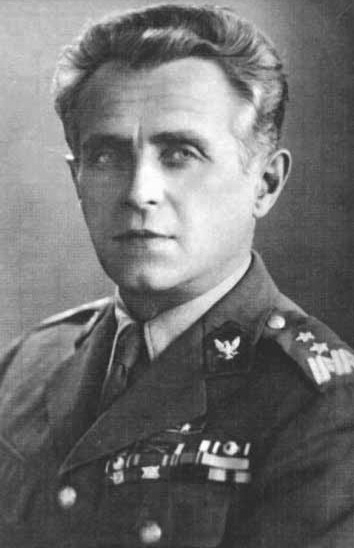
Michał Karaszewicz-Tokarzewski
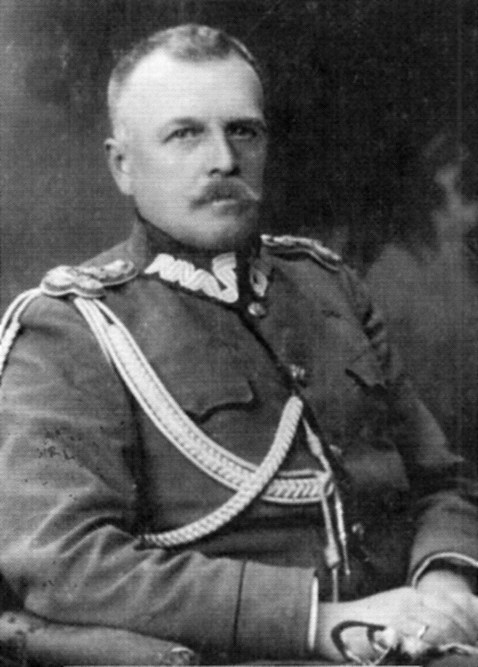
Władysław Wejtko
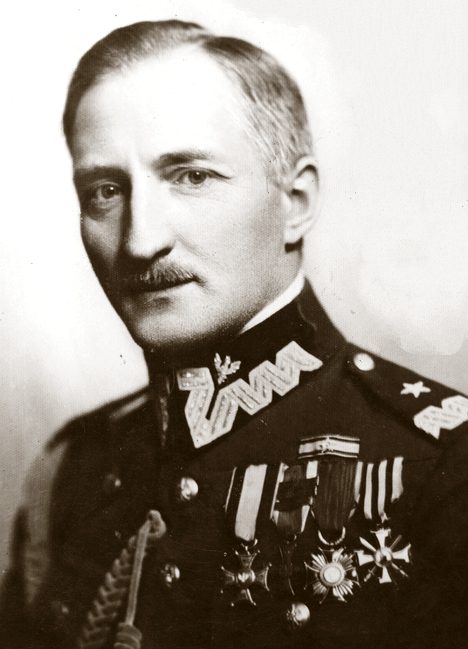
Józef Olszyna-Wilczyński
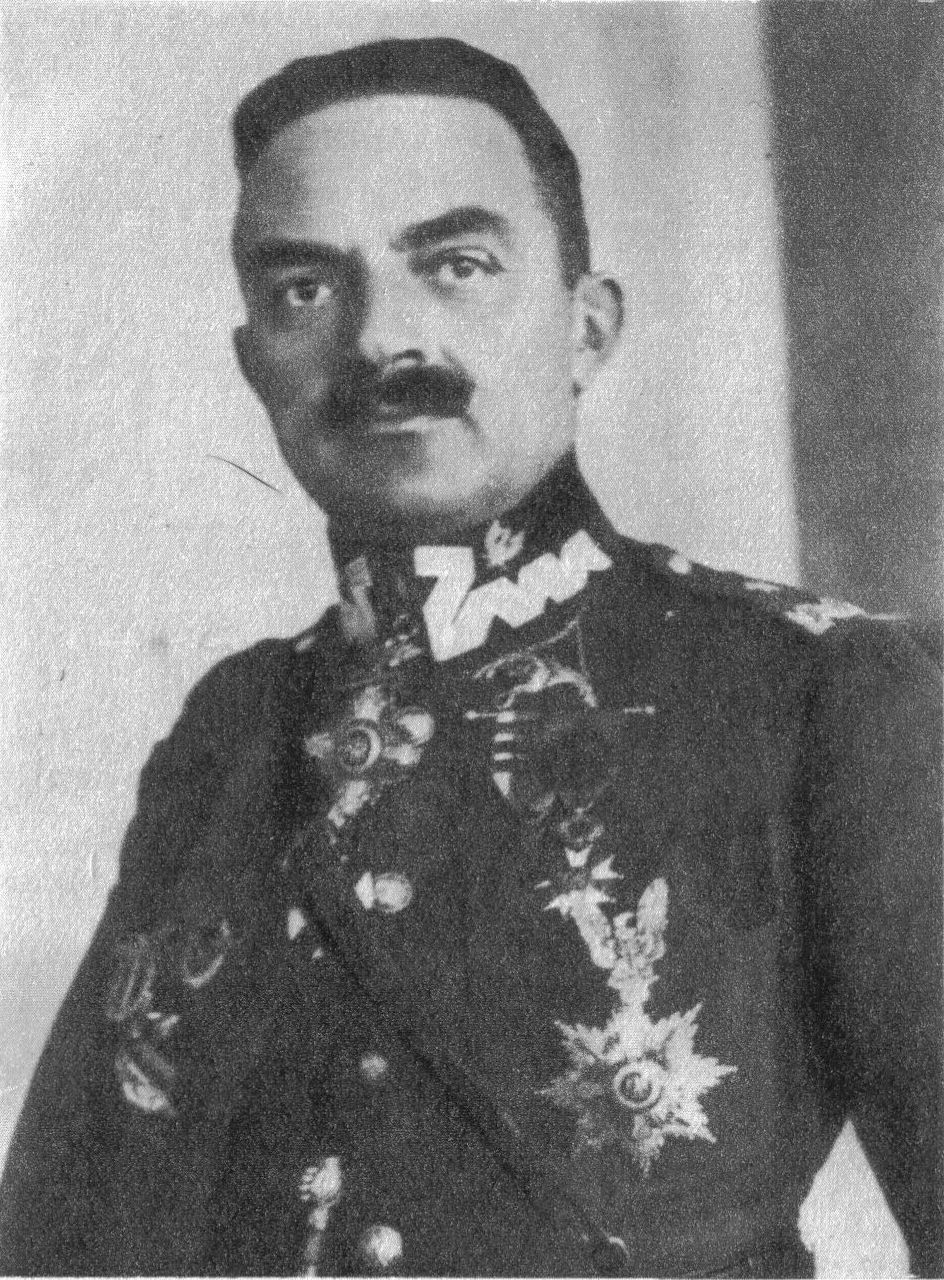
Włodzimierz Zagórski (tổng hợp)
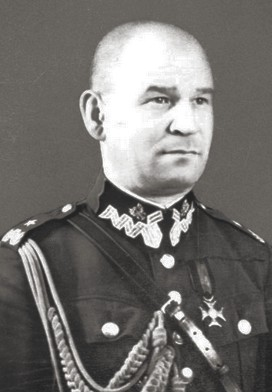
Józef Zając
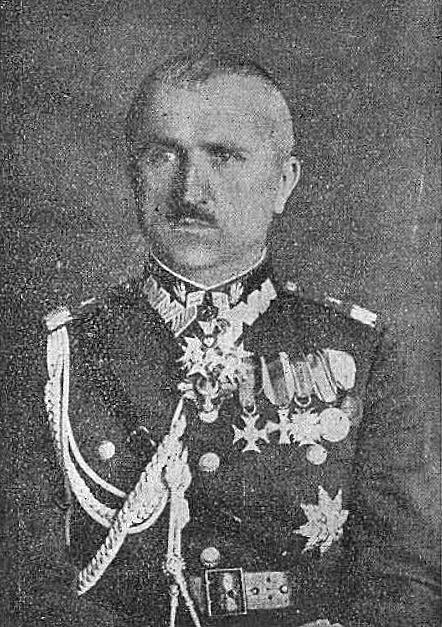
Ferdynand Zarzycki
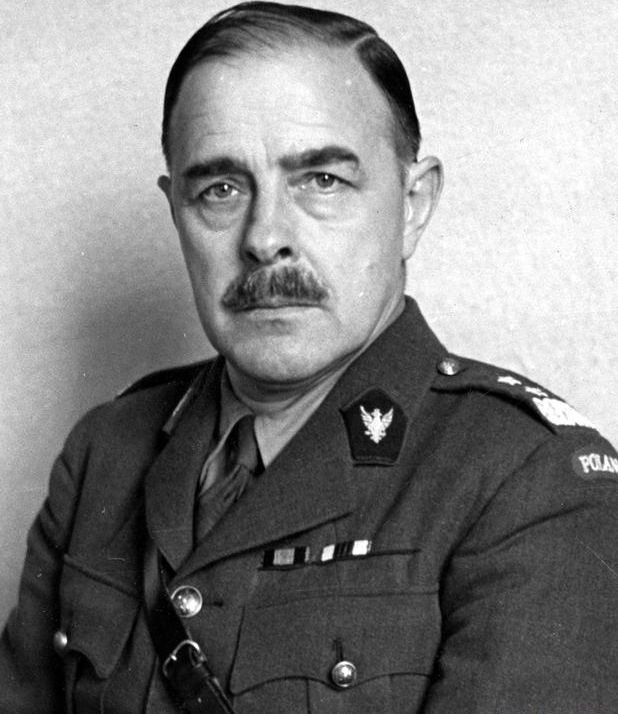
Marian Januszajtis-Żegota
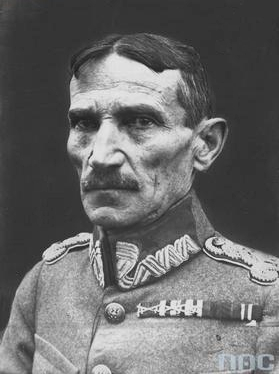
Zygmunt Zieliński
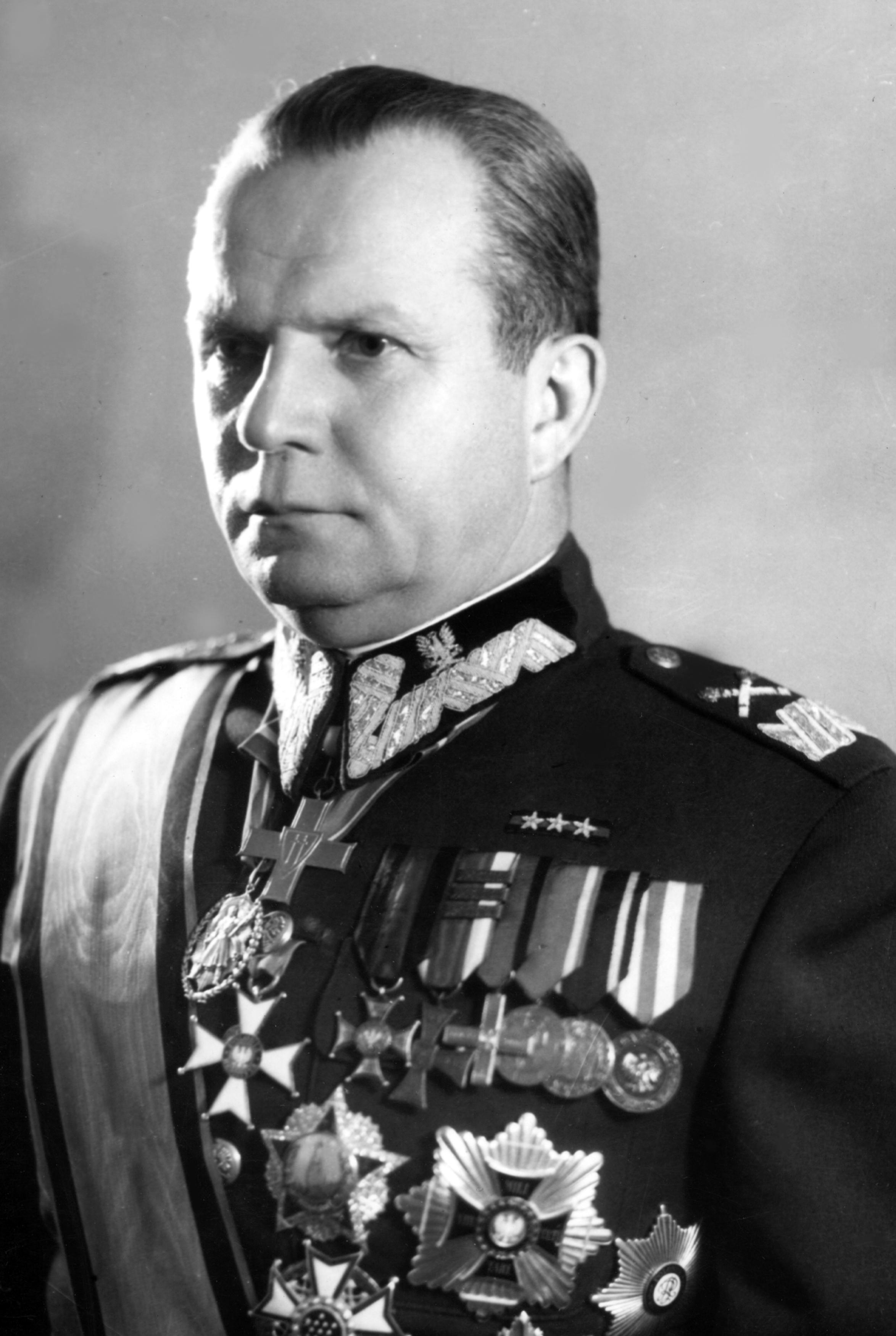
Michał Rola-Żymierski